# 4 de febrero
El 4 de febrero es el 35.º (trigésimo quinto) día del año en el calendario gregoriano. Quedan 330 días para finalizar el año y 331 en los años bisiestos.

## Acontecimientos
- 1043: en la actual España, se nombra rey de la Taifa de Málaga a Idris II.
- 1169: un fuerte terremoto azotó la costa jónica de Sicilia, causando decenas de miles de heridos y muertes, especialmente en Catania.
- 1229: en Jaffa (Palestina), el sultán de Egipto y el emperador Federico II Hohenstaufen firman el Acuerdo de Jaffa, por el que este se compromete a no atacar Egipto a cambio de las ciudades de Jerusalén, Belén y Nazaret.
- 1249: en los Países Bajos, una marea ciclónica supera las dunas costeras en Callantsoog (Den Helder), inundando las aldeas del norte de Holanda, Frisia y Groninga.
- 1454: en el marco de la guerra de los Trece Años, el Consejo Secreto de la Confederación Prusiana envía un acto formal de desobediencia al Gran Maestre.
- 1493: Cristóbal Colón embarca desde la isla de La Española (que comprende a la actual Haití y República Dominicana) hacia España de regreso de su primer viaje americano a bordo de La Niña.
- 1508: en Alemania, Maximiliano I es coronado emperador.
- 1543: en Asunción, se desata un gran incendio que consume al menos 120 hogares. La ciudad seguiría ardiendo por cuatro días más.
- 1555: John Rogers es quemado en la hoguera, convirtiéndose en el primer mártir protestante inglés bajo María I de Inglaterra.
- 1616: Juan de Silva, gobernador de Filipinas, parte de Malaca con una expedición de 16 naves y 500 soldados para acabar con los piratas neerlandeses que, aliados con los musulmanes, atacan las posesiones españolas del archipiélago. Antes, De Silva había pedido la colaboración de los portugueses, que se la negaron a pesar de guiarles un interés común.
- 1703: en Edo (actual Tokio), todos menos uno de los 47 ronin cometen seppuku (suicidio ritual) como recompensa por vengar la muerte de su maestro.
- 1782: las tropas británicas que se habían apoderado de la isla de Menorca se rinden ante el ataque del ejército hispano-francés.
- 1782: el marino español José de Mazarredo realiza una serie de observaciones sobre las corrientes marinas del estrecho de Gibraltar.
- 1783: Inglaterra declara oficialmente el fin de las hostilidades en los Estados Unidos.
- 1789: George Washington es elegido por unanimidad como el primer presidente de los Estados Unidos por el colegio electoral de Estados Unidos.
- 1794: en Francia, en el marco de la Revolución francesa, el gobierno elimina la esclavitud.
- 1797: en Riobamba (Ecuador) un terremoto de magnitud 8,2 en la escala sismológica de Richter deja un saldo de al menos 44 000 víctimas. La Villa del Villar Don Pardo (hoy Riobamba) es literalmente tragada por la tierra. Varios cerros aledaños se desploman y se modificó la geografía de la región central de la entonces Real Audiencia de Quito.
- 1813: en Colombia se produce la Independencia de Valledupar.
- 1820: la Armada de Chile bajo el mando de Lord Cochrane completa la captura de Valdivia de 2 días con solo 300 hombres y 2 barcos.
- 1825: en la bahía alemana del mar del Norte mueren ahogadas unas 800 personas debido a una marejada ciclónica.[1]
- 1859: el Codex Sinaiticus es descubierto en Egipto.
- 1860: en Tetuán (Marruecos) ―en el marco de la primera guerra de Marruecos― el Ejército Español derrota a las fuerzas patrióticas marroquíes en la batalla de Tetuán.
- 1888: en la provincia de Huelva se produce una de las primeras revueltas populares por la explotación infantil y degradación medioambiental producidos por las minas de Río Tinto.
- 1898: en la provincia del Neuquén (Argentina) se funda la aldea de San Martín de los Andes.
- 1899: comienza la guerra filipino-estadounidense al estallar la batalla de Manila entre la Primera República Filipina y los Estados Unidos.
- 1900: Guerra anglo-bóer: las tropas británicas al mando del general Buller cruzan nuevamente el río Tugela, iniciando lo que parece ser una marcha hacia la ciudad de Ladysmith. Se dice que podría llegar el día siguiente a la sitiada ciudad, donde se ha verificado un aumento de las tropas bóeres. Por su parte, estos últimos informan que atacaron y tomaron la localidad de Ngutu, en Natal.
- 1900: los Estados Unidos y el Reino Unido llegan a un acuerdo definitivo sobre los alcances del Tratado Clayton-Bulwer sobre los derechos de construcción y control de Estados Unidos del futuro canal de Nicaragua. La potencia europea renuncia a su derecho de opinar sobre los asuntos del canal, se elimina la cláusula del control dual y no se pide compensación alguna.
- 1900: hasta el momento, la intensa ola de calor que desde hace una semana azota Buenos Aires, ha provocado la muerte a 227 personas.
- 1906: son detenidos en Cádiz, por carecer de la completa documentación, 21 jornaleros andaluces que se disponían a emigrar a América. La situación de miseria se agrava día a día en España.
- 1911: se promulga en Argentina una ley de propiedad literaria y artística.
- 1913: en el parque Bolívar de San Salvador, tres hombres ―posiblemente enviados por el jefe del Ejército― atacan a machetazos durante un concierto al presidente Manuel E. Araujo, quien fallecerá cinco días después. Nunca se investigó el asesinato, ya que el ejército fusiló inmediatamente a los sicarios, obstaculizando la investigación del autor intelectual del magnicidio.
- 1913: en Barcelona finalizan los trabajos promovidos por el Instituto de Estudios Catalanes con el objeto de normalizar ortográficamente el idioma catalán.
- 1913: en Manila (Filipinas) se realiza la primera edición de los Juegos del Lejano Oriente.[2]
- 1914: el gobierno de Estados Unidos concede absoluta libertad para la exportación de armas y municiones a México.
- 1914: en Perú, el coronel Óscar Benavides encabeza un levantamiento que derroca el presidente Guillermo Billinghurst Angulo.
- 1915: ejecución de los serbios condenados por el atentado de Sarajevo (que causó la Primera Guerra Mundial) contra el aristócrata austriaco Francisco Fernando.
- 1918: en Berlín (capital de Alemania), huelguistas desautorizados impiden la entrada de los obreros a las fábricas de municiones.
- 1922: en la Conferencia de Washington, Japón restituye a China el territorio de Shantung.
- 1924: en la India, el Gobierno británico libera al líder nacionalista Mahatma Gandhi.
- 1924: un hidroavión tripulado por el comandante Delgado y el capitán Franco efectúa un vuelo sobre el Teide (islas Canarias).
- 1927: en México, el Gobierno levanta la prohibición que pesaba sobre los clérigos extranjeros para poder residir en el país (sin embargo, la prohibición continúa para los sacerdotes españoles).
- 1927: el británico Malcolm Campbell bate el récord mundial de velocidad en automóvil con una media de 281,4 km/h.
- 1932: en Lake Placid, Franklin Delano Roosevelt ―gobernador del estado de Nueva York― inaugura los III Juegos Olímpicos de Invierno.
- 1933: en Hyde Park (Londres), 50 000 personas se manifiestan contra el paro.
- 1935: se estrena en Estados Unidos la película 'Una noche en la ópera', de los hermanos Marx.
- 1937: en la República española, el Ministerio de Justicia decreta la igualdad de derechos civiles para ambos sexos. Esa ley será derogada por la dictadura franquista.
- 1938: Hitler se autoproclama comandante supremo de las fuerzas armadas alemanas.
- 1943: en el transcurso de la Segunda Guerra Mundial, submarinos alemanes hunden trece barcos aliados de un convoy cargado de armas.
- 1945: en el marco de la Segunda Guerra Mundial, los líderes Winston Churchill (del Reino Unido), Franklin Delano Roosevelt (de Estados Unidos) y Iósif Stalin (de la Unión Soviética) celebran la Conferencia de Yalta, en Crimea (Unión Soviética) y se dividen sus zonas de influencia en Europa.
- 1945: las tropas alemanas vencidas terminan de evacuar Bélgica.
- 1947: en el Reino Unido, el Gobierno nacionaliza las empresas eléctricas.
- 1948: Ceilán (más tarde renombrada como Sri Lanka) se independiza dentro del Imperio británico.
- 1949: en Grecia, el general Markos Vafiadis, jefe comunista, es «relevado de sus responsabilidades políticas».
- 1955: el armador griego Stavros Niarchos adquiere por 400.000 dólares estadounidenses (3,6 millones de dólares de 2016) el cuadro La Piedad, de El Greco.
- 1959: tras una retención por la fuerza y enérgicas protestas de Estados Unidos, es liberado un convoy del ejército estadounidense, interceptado por un puesto de control fronterizo soviético en Berlín Este.
- 1960: es aprobada en Francia una ley que permite al general Charles de Gaulle legislar por decreto.
- 1961: la Unión Soviética lanza la sonda Sputnik 7 hacia Venus. La misión fracasará por un fallo en el cohete que debía propulsarla fuera de la órbita terrestre.
- 1962: en Buenos Aires (Argentina), el presidente Arturo Frondizi ―cumpliendo con una resolución de la OEA― rompe relaciones diplomáticas y comerciales con Cuba. En el mismo día también prohíbe la designación del expresidente Juan Domingo Perón (exiliado desde 1955) para la candidatura de gobernador de la provincia de Buenos Aires.
- 1969: Yasser Arafat asume como presidente de la Organización para la Liberación de Palestina.
- 1970: en la República Socialista Soviética de Ucrania se funda la ciudad de Prípiat.
- 1971: en Reino Unido, la compañía automovilística Rolls-Royce hace público su expediente de quiebra ante los tribunales.
- 1972: la sonda estadounidense Mariner 9 transmite fotos desde Marte.
- 1974: secuestro de Patricia Hearst, nieta del magnate de la prensa estadounidense William Randolph Hearst, que se unirá a sus raptores.
- 1976: en Guatemala un terremoto de magnitud 7,5 en la escala de Richter y de 30 segundos de duración, afecta a más de un millón de personas y deja un saldo de 26 000 muertos.
- 1978: en Nicaragua, los sandinistas anuncian una guerra civil contra la dictadura de Somoza.
- 1981: En la aldea Chuabajito (departamento de Chimaltenango), 85 km al noroeste de la ciudad de Guatemala ―en el marco del genocidio maya (1981-1983), en el que fueron asesinados más de 200 000 indígenas maya-quiché―, 60 soldados del Ejército Nacional disfrazados de guerrilleros secuestran a 29 campesinos de la etnia quiché, los llevan a la escuela local, donde los torturan hasta matarlos a machetazos. También matan una niña de 5 años, porque lloraba al ver que se llevaban a su padre. La dictadura de Romeo Lucas (entre 1978 y 1982) afirmará que los asesinos fueron de la guerrilla, de extracción campesina.[3]
- 1981: en la Casa de Juntas de Guernica (España), una veintena de miembros de Herri Batasuna abuchean el discurso del rey Juan Carlos I.
- 1983: En el Instituto Pasteur de París, Charlie Dauguet descubre partículas similares al retrovirus HTLV descubierto por Robert Gallo en 1980 en cultivo con un microscopio electrónico y la compara resultando negativo. El equipo de Pasteur ha descubierto un nuevo retrovirus, el virus causante del SIDA.[4] En mayo del mismo año, Luc Montagnier y sus colaboradores publican el descubrimiento en la revista científica Science.
- 1984: en Long Beach (California), una mujer estéril da a luz tras la implantación de un óvulo fertilizado en otra mujer.
- 1984: en España, la banda terrorista ETA asesina a un exmiembro de esa organización terrorista, el ingeniero y constructor Miguel Francisco Solaun.
- 1984: en la Ciudad del Vaticano ―en el marco de la Guerra fría―, el papa Juan Pablo II suspende a divinis del ejercicio del sacerdocio a los sacerdotes nicaragüenses Ernesto Cardenal (59), Fernando Cardenal (50, hermano del anterior), Miguel d'Escoto (51) y Edgard Parrales, debido a su adscripción a la teología de la liberación. Treinta años después, el 4 de agosto de 2014, el papa Francisco desautorizará esa decisión.
- 1985: España firma la convención de la ONU contra la tortura.
- 1987: en las aguas del río Jiao, al sur de China, se produce el naufragio de un transbordador con 120 pasajeros, con un balance final de 31 muertos y más de 60 desaparecidos.
- 1988: el Congreso de Estados Unidos, por 219 votos contra 211, rechaza la propuesta del presidente Ronald Reagan de conceder 26 millones de dólares a la contra nicaragüense.
- 1989: el cirujano y urólogo español Aurelio Usón ha finalizado con éxito el cambio integral del sexo a una mujer mediante la «técnica Shanghái», nuevo método quirúrgico.
- 1991: en Reino Unido sale a la venta el álbum Innuendo de la banda británica Queen, que sería el último publicado en vida con el vocalista Freddie Mercury, fallecido 9 meses después del lanzamiento por el sida
- 1991: en Rímini (Italia), el Congreso del Partido Comunista Italiano acuerda cambiar el nombre de la organización por el de Partido Democrático de la Izquierda.
- 1991: se ponen a la venta las localidades para los Juegos Olímpicos de Verano en Barcelona (1992). Las más solicitadas son las entradas para la ceremonia de inauguración.
- 1992: en Venezuela tiene lugar el fallido golpe de Estado de febrero de 1992, encabezado por los oficiales del ejército Hugo Chávez, Francisco Arias Cárdenas, Yoel Acosta Chirinos, Jesús Urdaneta y José Miguel Ortiz Contreras, integrantes del Movimiento Bolivariano Revolucionario - 200.
- 1992: sobre el Ártico y los países del norte de Europa se detecta una importante disminución del nivel de la capa de ozono.
- 1993: se realizaba en la órbita de la Tierra el experimento Znamya-2. En el espacio, la vela solar se desplegó por primera vez, y se llevó a cabo la iluminación artificial de la Tierra mediante la luz solar reflejada.
- 1996: en la ciudad de Mariano Roque Alonso (Paraguay) se precipita a tierra un avión de carga; mueren las 25 personas que viajaban en el avión y 17 personas que se encontraban en tierra.
- 1997: los gobiernos de Estados Unidos, Francia y Reino Unido deciden crear un fondo para compensar a las víctimas del Holocausto, cuya base parte con 68 millones de dólares en lingotes.
- 1998: en la nueva bandera de Bosnia-Herzegovina desaparecen los símbolos nacionales o religiosos.
- 1998: la organización Amnistía Internacional anuncia el cierre de su oficina en la capital colombiana, ante las crecientes amenazas recibidas por los enemigos de los derechos humanos.
- 1998: un combinado de tres fármacos, usado en adultos con resultados satisfactorios en el control del virus del sida, se prueba con éxito en niños.
- 2002: en España, el Ministerio de Educación anuncia que la reforma de la enseñanza secundaria incluirá la realización de un examen para obtener el título de bachiller.
- 2003: en Serbia y Montenegro entra en vigor la Carta Constitucional.
- 2004: en los Estados Unidos, el presidente español José María Aznar defiende la intervención armada en Irak ante el Congreso.
- 2004: entra en línea la red social Facebook, fundado por Mark Zuckerberg.
- 2005: en Ucrania, el Parlamento confirma como primera ministra a Yulia Timoshenko, artífice de la Revolución Naranja.
- 2006: en Damasco manifestantes musulmanes que protestaban por la reproducción de caricaturas de Mahoma en diarios occidentales, incendian las embajadas de Dinamarca y Noruega.
- 2006: en (Madrid (España), el presidente José Luis Rodríguez Zapatero inaugura la cuarta terminal del aeropuerto de Barajas, que aumenta su capacidad hasta los setenta millones de pasajeros al año.
- 2008: en un centro comercial de Dimona (Israel), dos terroristas matan a una mujer israelí; otras siete personas resultaron heridas. La Brigada de los Mártires de Al Aqsa y la Brigada Abu Ali Mustafa del Frente de Resistencia Popular se atribuyeron la autoría del atentado.
- 2008: en diferentes ciudades del mundo ―y principalmente en Colombia― se producen manifestaciones populares para vetar los actos de terrorismo en contra de la población civil por parte de las FARC (Fuerzas Armadas Revolucionarias de Colombia).
- 2008: Thomas S. Monson es ordenado presidente de La Iglesia de Jesucristo de los Santos de los Últimos Días en Salt Lake City (Utah).
- 2008: se añaden registros en ipv6 a los servidores raíz de la red, lo que permite interacción entre computadoras que usan ipv6 sin mediar la tecnología ipv4.
- 2009: en la ciudad de Ancud (Chile) se produce un incendio que destruye por completo su centro comercial.
- 2022: Rockstar Games confirma el desarrollo activo de ´una nueva entrega de la saga Grand Theft Auto (Grand Theft Auto VI)
- 2024: Super Bowl LVIII

## Nacimientos
- 1292: Ibn Qayyim Al-Jawziyya, jurista musulmán suní (f. 1350).
- 1575: Pierre de Berulle, cardenal y escritor ascético francés (f. 1628).
- 1677: Johann Ludwig Bach, organista y compositor alemán (f. 1731).
- 1688: Pierre de Marivaux, dramaturgo y novelista francés (f. 1763).
- 1740: Carl Michael Bellman, poeta sueco (f. 1795).
- 1749: Josefa Amar y Borbón, pedagoga y escritora española (f. 1833).
- 1763: Jean Victor Marie Moreau, general francés (f. 1813).
- 1778: Augustin Pyrame de Candolle, botánico suizo (f. 1841).
- 1799: Almeida Garrett, escritor y político portugués (f. 1854).
- 1805: William Harrison Ainsworth, novelista inglés (f. 1882).
- 1817: Francisco de Cárdenas Espejo, político español (f. 1898).
- 1817: Mariano Otero, político mexicano (f. 1850).
- 1833: Andrés Avelino Cáceres, militar y político peruano (f. 1923).
- 1840: Blai Maria Colomer, compositor español (f. 1917).
- 1840: Hiram Stevens Maxim, inventor estadounidense (f. 1916).
- 1845: Regino Martínez Basso, violinista español (f. 1901).
- 1848: Jean Aicard, escritor francés (f. 1921).
- 1862: Édouard Estaunié, escritor e ingeniero francés (f. 1942).
- 1863: Pauline de Ahna, soprano alemana (f. 1950).
- 1871: Friedrich Ebert, político alemán (f. 1925).

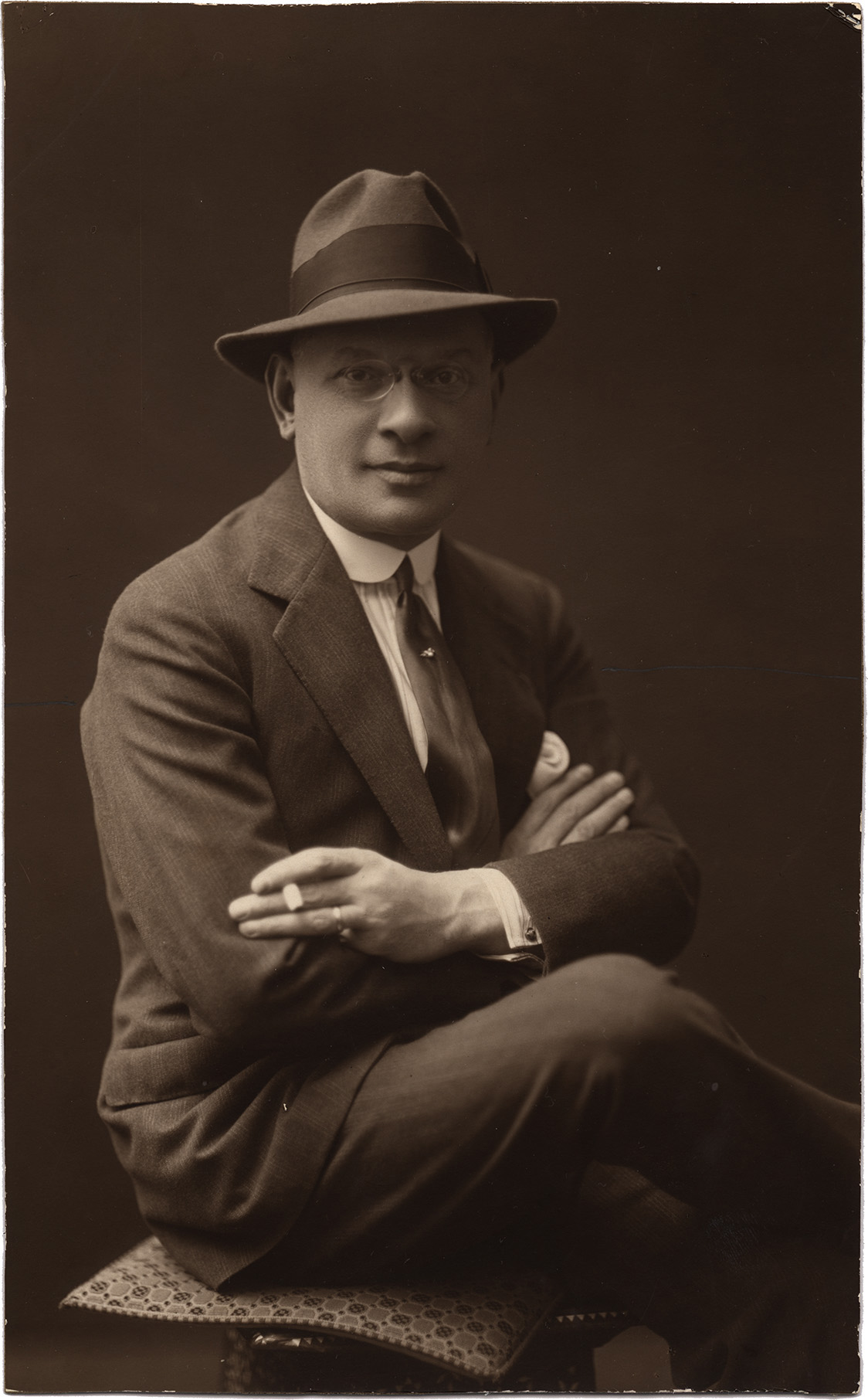
Giuseppe Adami

- 1878: Giuseppe Adami, escritor y libretista italiano (f. 1946).
- 1880: Louis Halphen, historiador francés (f. 1950).
- 1880: Nikolái Podvoiski, revolucionario ruso (f. 1948).
- 1881: Fernand Léger, pintor cubista francés (f. 1955).
- 1882: Luisa de Orleans, aristócrata francesa (f. 1958).
- 1892: Andrés Nin, traductor y sindicalista español (f. 1937).
- 1895: Nigel Bruce, actor británico (f. 1953).
- 1896: Friedrich Hund, físico alemán (f. 1997).
- 1897: Ludwig Erhard, político y economista alemán (f. 1977).
- 1900: Jacques Prévert, escritor francés (f. 1977).
- 1902: Manuel Álvarez Bravo, fotógrafo mexicano (f. 2002).
- 1902: Charles Lindbergh, aviador estadounidense (f. 1974).
- 1903: Román Fresnedo Siri, arquitecto uruguayo (f. 1975).
- 1905: Hylda Baker, actriz y comediante británica (f. 1986).
- 1906: Dietrich Bonhoeffer, teólogo alemán (f. 1945).
- 1906: Clyde Tombaugh, astrónomo estadounidense (f. 1997).
- 1908: Gwili Andre, actriz danesa (f. 1959).
- 1910: Alberto J. Armando, dirigente deportivo argentino (f. 1988).
- 1912: Erich Leinsdorf, director de orquesta y músico austriaco (f. 1993).
- 1912: Ola Skjåk Bræ, banquero y político noruego (f. 1999).[cita requerida]
- 1913: Rosa Parks, activista por los derechos civiles estadounidense (f. 2005).
- 1913: Sabina Olmos, actriz y cantante argentina (f. 1999).
- 1914: Alfred Andersch, escritor alemán (f. 1980).
- 1915: Ray Evans, compositor estadounidense (f. 2007).
- 1915: Norman Wisdom, actor cómico británico (f. 2010).
- 1917: Elena Soriano, escritora española (f. 1996).
- 1917: Yahya Khan, general y político pakistaní, presidente de Pakistán entre 1969 y 1971 (f. 1980).
- 1918: Ida Lupino, actriz británica (f. 1995).
- 1921: Betty Friedan, feminista y escritora estadounidense (f. 2006).
- 1923: Conrad Bain, actor canadiense (f. 2013).
- 1923: Belisario Betancur, político y abogado colombiano, presidente de Colombia entre 1982 y 1986 (f. 2018).
- 1923: Tincho Zabala, actor argentino de origen uruguayo (f. 2001).
- 1925: Russell Hoban, escritor estadounidense (f. 2011).
- 1927: Tony Fruscella, trompetista de jazz estadounidense (f. 1969).
- 1928: Oscar Cabalén, piloto de automovilismo argentino (f. 1967).
- 1929: Fernando González Ollé, lingüista, investigador y escritor español.
- 1929: Carlos Alonso, pintor argentino.

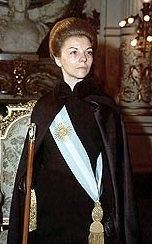
María Estela Martínez de Perón

- 1931: María Estela Martínez de Perón, política argentina, presidenta de Argentina entre 1974 y 1976.
- 1932: Andrés Landero, músico y compositor colombiano (f. 2000).
- 1933: Carlo Flamigni, médico y escritor italiano (f. 2020).
- 1935: Martti Talvela, cantante de ópera finlandés (f. 1989).
- 1937: Félix Grande, escritor español (f. 2014).
- 1940: George Romero, cineasta estadounidense (f. 2017).
- 1941: Guillermo Carrillo Arena, arquitecto y político mexicano (f. 2010).
- 1941: John Steel, músico británico, de la banda The Animals.
- 1942: Edda Díaz, actriz argentina.
- 1942: Ovidi Montllor, cantautor y actor español (f. 1995).
- 1942: Joaquim Rifé, futbolista español.
- 1943: Ken Thompson, informático estadounidense.
- 1944: Mario Mitrotti, director de cine, teatro y televisión, cazatalentos y productor panameño nacionalizado colombiano (f. 2024).[5]
- 1947: Dan Quayle, político estadounidense.

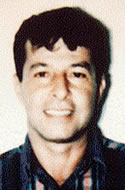
Henry Loaiza

- 1948: Vincent Furnier, roquero y productor estadounidense, de la banda Alice Cooper.
- 1948: Marisol (Pepa Flores), cantante y actriz española.
- 1948: Henry Loaiza, narcotraficante colombiano.
- 1949: Rasim Delić, general bosnio (f. 2010)
- 1951: Román Felones, político e historiador español.
- 1952: Abdalá Bucaram, político ecuatoriano.
- 1953: José María Barreda, político español.
- 1953: Kitarō, compositor japonés.
- 1954: José Ignacio Goirigolzarri, economista español.
- 1954: Mónica Sánchez Navarro, actriz mexicana.
- 1954: Andréi Kárlov, diplomático ruso (f. 2016).
- 1955: Mikuláš Dzurinda, primer ministro eslovaco.
- 1956: Beatriz Rojkés de Alperovich, fonoaudióloga y política argentina.

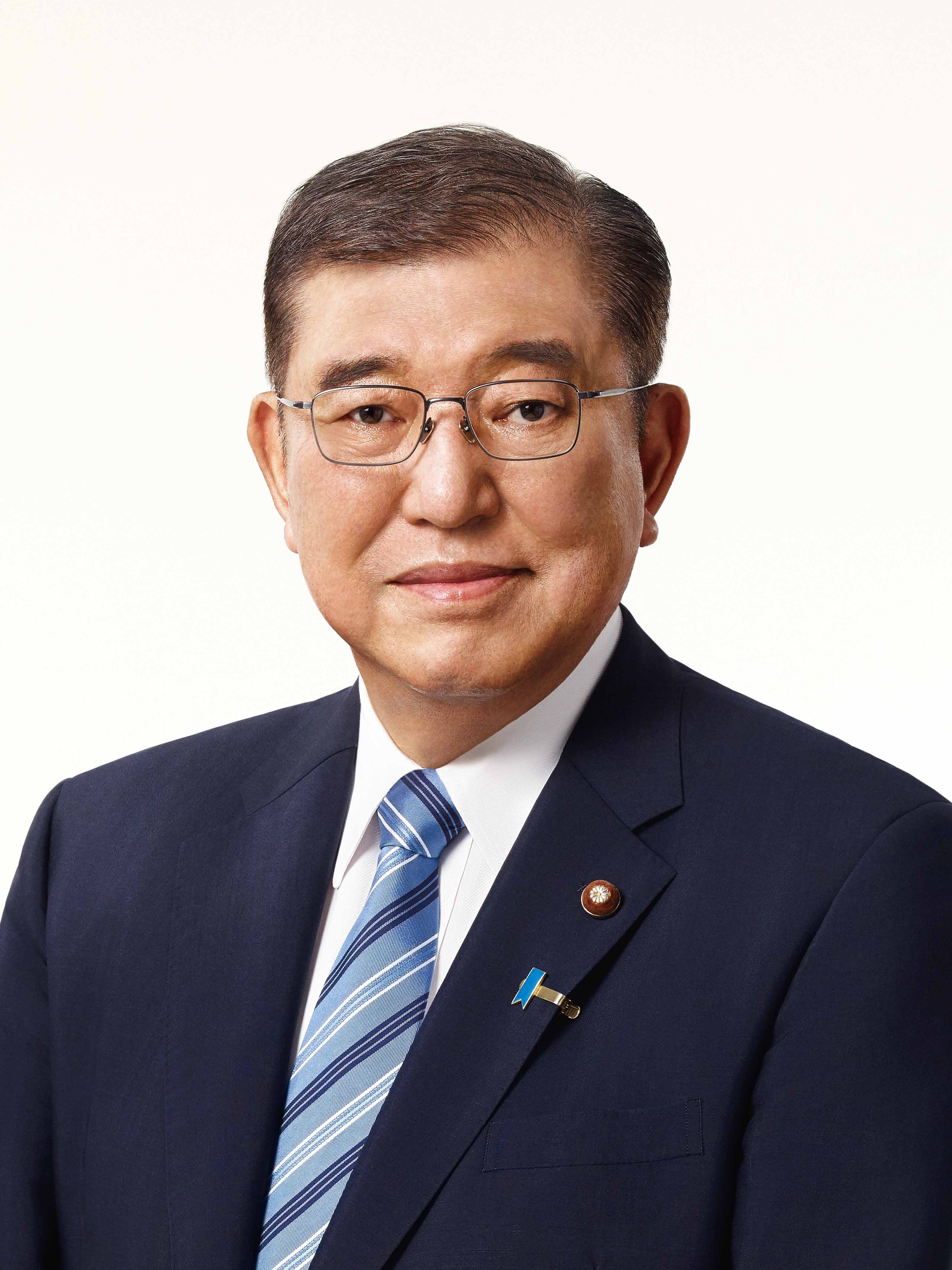
Shigeru Ishiba

- 1957: Shigeru Ishiba, político japonés, primer ministro de Japón desde 2024.
- 1959: Juan Manuel López Iturriaga, baloncestista español.
- 1960: Tim Booth, vocalista británico, de la banda James.
- 1960: Jonathan Larson, compositor y letrista estadounidense, creador del musical Rent (f. 1996).
- 1962: Jim O'Heir, actor estadounidense.
- 1963: Noodles, guitarrista estadounidense, de la banda The Offspring.
- 1965: Juan Curuchet, ciclista argentino.
- 1966: Viatcheslav Ekimov, ciclista ruso.
- 1966: Luisa Fernanda Giraldo, actriz colombiana.
- 1967: Alejo García Pintos, actor argentino.
- 1967: Serguéi Grinkov, patinador soviético (f. 1995).
- 1968: Guillermo Andino, periodista argentino.
- 1970: Gabrielle Anwar, actriz británica.
- 1970: James Murphy (productor), músico e instrumentista múltiple americano
- 1971: Eric Garcetti, político estadounidense.
- 1973: Óscar de la Hoya, boxeador mexicano-estadounidense.
- 1974: Rocío Monasterio, arquitecta, empresaria y política hispano-cubana.
- 1974: Luca Mazzanti, ciclista italiano.
- 1975: Natalie Imbruglia, cantante australiana.
- 1975: Vittorio Arrigoni, escritor y activista italiano (f. 2011).
- 1975: Jan Hruška, ciclista checo.
- 1976: Cam'ron, rapero estadounidense.
- 1976: Christian Ledesma, piloto de automovilismo argentino.
- 1976: Eduard Gritsun, ciclista ruso.
- 1977: Andrés Gertrúdix, actor español.
- 1978: Danna García, actriz colombiana.
- 1979: Giorgio Pantano, piloto italiano de Fórmula 1.
- 1979: Johan Coenen, ciclista belga.
- 1980: Roberto García Cabello, futbolista español.
- 1981: Sérgio Marone, actor brasileño.
- 1981: Paul de Lange, futbolista neerlandés.
- 1982: Chris Sabin, luchador profesional estadounidense.
- 1982: Kimberly Wyatt, cantante y bailarina estadounidense, de la banda Pussycat Dolls.
- 1985: Ignacio Piatti, futbolista argentino.
- 1986: Leonardo Moreira, futbolista japonés.
- 1987: Lucie Šafářová, tenista checa.
- 1988: Carly Patterson, gimnasta estadounidense.
- 1988: Pablo De Blasis, futbolista argentino.
- 1990: Nairo Quintana, ciclista colombiano.
- 1992: Navarone Foor, futbolista neerlandés.
- 1993: Mirko Gori, futbolista italiano.
- 1994: Alexia Putellas, futbolista española.
- 1994: Miguel Ángel López, ciclista colombiano.
- 1994: Benjamin Declercq, ciclista belga.
- 1995: Greta Fernández, actriz española.
- 1996: Adrián Diéguez, futbolista español.
- 1996: Mohamed Sherif, futbolista egipcio.
- 1997: Henrik Bjørdal, futbolista noruego.
- 1997: Ivan Rabb, baloncestista estadounidense.
- 1998: Eray Cömert, futbolista suizo.
- 1998: Alex Plat, futbolista neerlandés.
- 1998: Maximilian Wöber, futbolista austriaco.
- 1998: Mohamed Darmoul, balonmanista tunecino.
- 1998: Valentina Gemetto, atleta italiana.
- 1999: Amilna Estevão, modelo angoleña.
- 1999: Amir Almuarri, rapero sirio.
- 1999: Javi Mier, futbolista español.
- 1999: Jorge Mier, futbolista español.
- 1999: Joel Sabaté, baloncestista español.
- 1999: Jorge Silva, futbolista portugués.
- 1999: Julián Palacios, futbolista argentino.
- 1999: Gilberto Sepúlveda, futbolista mexicano.
- 1999: Veljko Stojnić, ciclista serbio.
- 1999: Pol Molins, baloncestista español.
- 1999: Íñigo De la Hera, baloncestista español.
- 1999: Juan Pablo Martínez, futbolista mexicano.
- 2000: Vincent Thill, futbolista luxemburgués.
- 2000: Yerkebulan Seidakhmet, futbolista kazajo.
- 2000: Enoch Banza, futbolista finlandés.
- 2000: Salomón Obama, futbolista hispano-guineano.
- 2000: Enaam Ahmed, piloto de automovilismo británico.
- 2000: Benjamín Illesca, balonmanista chileno.
- 2000: Jasmin Lander, jugadora de curling danesa.
- 2001: Rubén Sánchez Sáez, futbolista español.
- 2001: Andrea Carboni, futbolista italiano.
- 2001: Jenno Berckmoes, ciclista belga.
- 2002: Troy Parrott, futbolista irlandés.
- 2003: Poul Kallsberg, futbolista feroés.
- 2003: Rasmus Højlund, futbolista danés.
- 2004: Dario Šits, futbolista letón.

## Fallecimientos
- 211: Septimio Severo, emperador romano (n. 146).
- 708: Sisino, papa católico.
- 856: Rabano Mauro, filósofo y teólogo alemán (n. 776).
- 1189: Gilberto de Sempringham, santo, sacerdote y filósofo inglés creador de la orden de gilbertinos (n. 1083).
- 1498: Antonio del Pollaiolo, escultor y pintor italiano (n. 1432 o 1433).
- 1534: Alonso III de Fonseca, eclesiástico, obispo y mecenas español (n. 1475).
- 1555: John Rogers, clérigo y traductor inglés (n. 1505).
- 1590: Gioseffo Zarlino, compositor italiano (n. 1517).
- 1615: Giovanni Battista della Porta, científico, filósofo y escritor italiano (n. 1538).
- 1624: Vicente Espinel, poeta y músico español (n. 1550).
- 1713: Anthony Ashley Cooper, político, filósofo, aristócrata y escritor británico (n. 1671).
- 1774: Charles Marie de La Condamine, matemático y geógrafo francés (n. 1701).
- 1781: Josef Mysliveček, compositor checo (n. 1737).
- 1799: Étienne-Louis Boullée, arquitecto francés (n. 1728).
- 1847: Henri Dutrochet, médico, botánico y fisiólogo francés  (n. 1776).
- 1852: Martín de Santa Coloma, militar argentino (n. 1800).
- 1890: Antonio de Orleans, aristócrata francés (n. 1824).
- 1893: Concepción Arenal, penalista y escritora española (n. 1820).
- 1926: İskilipli Âtıf Hodja, autor y erudito turco (n. 1875).[cita requerida]
- 1928: Hendrik Antoon Lorentz, físico y matemático neerlandés, premio nobel de física en 1902 (n. 1853).
- 1932: Luis Menéndez Pidal, pintor español (n. 1861).
- 1937: Tomás Seguí, político español (n. 1891).
- 1944: Yvette Guilbert, cantante y actriz francesa (n. 1867).
- 1944: Arsén Kotsóyev, poeta soviético (n. 1872).
- 1957: Miguel Covarrubias, pintor, dibujante y caricaturista mexicano (n. 1904).
- 1958: Monta Bell, cineasta estadounidense (n. 1891).
- 1958: Henry Kuttner, escritor estadounidense (n. 1915).
- 1967: Karp Sviridov, militar soviético (n 1896)
- 1968: Neal Cassady, escritor estadounidense (n. 1926).
- 1968: José Pedroni, poeta argentino (n. 1899).
- 1970: Louise Bogan, poeta y crítica estadounidense (n. 1897).[cita requerida]
- 1973: Rolando Alarcón, cantautor chileno (n. 1929).
- 1974: Satyendra Nath Bose, físico indio (n. 1894).
- 1975: Louis Jordan, músico estadounidense (n. 1908).
- 1976: Dámaso Cárdenas del Río, militar y político mexicano (n. 1896).
- 1980: David Whitaker, guionista británico (n. 1928).
- 1983: Karen Carpenter, cantante estadounidense del dúo The Carpenters (n. 1950).
- 1987: Carl Rogers, psicólogo estadounidense (n. 1902).
- 1987: Wladziu Valentino Liberace, "Liberace" pianista y showman estadounidense (n. 1919).
- 1993: Marta Rocafort y Altuzarra, modelo y aristócrata española, segunda esposa de Alfonso de Borbón, conde de Covadonga (n. 1913).
- 1995: Patricia Highsmith, novelista estadounidense (n. 1921).
- 1995: Abel Santa Cruz, guionista y escritor argentino (n. 1915).
- 1996: Manolo Fábregas, actor hispano-mexicano (n. 1921).
- 1998: Cristóbal Martínez-Bordiú, médico español (n. 1922).
- 2001: J. J. Johnson, trombonista estadounidense (n. 1924).
- 2001: Iannis Xenakis, compositor y arquitecto francés de origen rumano (n. 1922).
- 2002: George Nader, actor estadounidense (n. 1921).
- 2003: Benyoucef Benkhedda, político argelino (n. 1920).
- 2003: Héctor Luis Gradassi, automovilista argentino (n. 1933).
- 2003: Jerome Hines, cantante estadounidense (n. 1921).
- 2003: Sergio Schulmeister, futbolista argentino (n. 1977).
- 2004: Hilda Hilst, escritora brasileña (n. 1930).
- 2004: Valentina Borok, matemática ucraniana (antigua URSS) (n. 1931).
- 2006: Betty Friedan, feminista y escritora estadounidense (n. 1921).
- 2007: Barbara McNair, actriz y cantante estadounidense (n. 1934).
- 2008: Bertha Moss, actriz mexicana de origen argentino (n. 1919).
- 2009: Lux Interior, cantante estadounidense del grupo The Cramps (n. 1946).
- 2011: Lena Nyman, actriz sueca (n. 1944).
- 2011: César Loustau, arquitecto uruguayo (n. 1926).
- 2013: Donald Byrd, trompetista y educador estadounidense de jazz y funk (n. 1932).
- 2015: John Barber, piloto de automovilismo británico (n. 1929).
- 2016: Edgar Mitchell, astronauta estadounidense (n. 1930).
- 2016: Maurice White, cantautor estadounidense, de la banda Earth, Wind & Fire (n. 1941).
- 2018: John Mahoney, actor estadounidense (n. 1940).
- 2019: Leonie Ossowski, escritora alemana (n. 1925).
- 2020: Daniel Arap Moi, político keniano, presidente de Kenia entre 1978 y 2002 (n. 1924).
- 2020: José Luis Cuerda, director de cine español (n. 1947).
- 2021: Lokman Slim, activista y político libanés (n. 1962).
- 2021: Jaime Murrell, cantautor de música cristiana panameño (n. 1949).
- 2021: Santiago Damián García, futbolista uruguayo (n. 1990).
- 2023: César Cordero Moscoso, exsacerdote cuencano, acusado de pederastia (n.1927).
- 2024: Hage Geingob, político namibio, presidente de Namibia entre 2015 y 2024 (n. 1941).
- 2024: Kurt Hamrin, futbolista sueco (n. 1934).

## Celebraciones
- Día Mundial contra el Cáncer.[6]

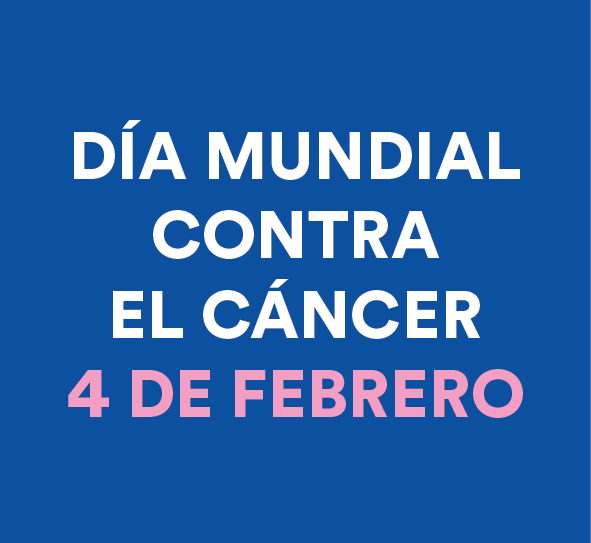
Fecha de concientización.

- Día Internacional de la Fraternidad Humana.[7]

Cinematografía
- Día del Orgullo Zombi o Zombie.[8]
En recuerdo a la fecha de nacimiento de George Romero, fundador de este género cinematográfico con la película de culto La noche de los muertos vivientes, del año 1968.

 Por países
(Por orden alfabético)
- Argentina: 
  - Día del Guardavidas.
(socorristas de rescate acuático).[9]Se trata de una celebración a esta profesión en homenaje a Guillermo Volpe (“el Chino”), quien fue el único de estos rescatistas del país en perder la vida durante una misión de rescate en el mar. El acontecimiento es recordado en la actualidad con el fin de honrar a todos aquellos que se dedican a asistir a las personas, velan por su seguridad y realizan tareas de salvamento en territorios acuáticos.

- Estados Unidos: 
  - Día de Rosa Parks.[10]Feriado en honor a la líder de los derechos civiles (foto). Se celebra en los estados de California y Misuri el 4 de febrero, día de su cumpleaños. En Míchigan el primer lunes después de su cumpleaños, y en Ohio y Oregón el 1 de diciembre, el día que fue arrestada.
  - Día del Budín de Yorkshire.
(en inglés: National Yorkshire Pudding Day).
  - Día de Agradecer al Cartero.
(en inglés: National Thank A Mail Carrier Day).
  - Día de la Sopa Casera.
(en inglés: National Homemade Soup Day).
  - Día del Suéter.
(en inglés: National Sweater Day).

- Sri Lanka: 
  - Día de la Independencia.[11]

### Santoral católico

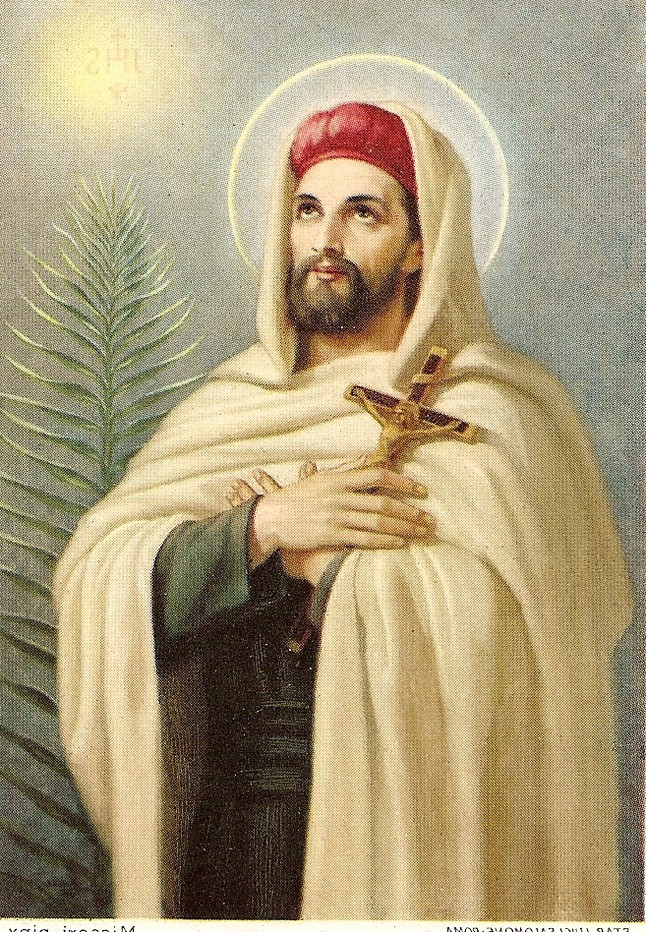
San Juan de Brito, sacerdote portugués.

- Santa Águeda de Catania, virgen y mártir, patrona de las mujeres con enfermedades de los pechos, las enfermeras, las mujeres lactantes y las parturientas. Se la invoca para pedir su intercesión en casos de partos complicados, problemas de lactancia y dolencias mamarias.
- San Andrés Corsini.[12]Protector contra los desórdenes civiles, disturbios y motines.
- San Aventino de Chartres.[13]
- San Aventino de Troyes.[13]
- San Eutiquio de Roma.[13]
- San Fileas de Thmuis.
- San Filoromo de Alejandría.[13]
- San Gémino (confesor).[13]
- San Gilberto de Sempringham.
- San Isidoro de Pelusio.[13]
- San José de Leonisa.[13]
- San Juan de Brito, mártir.[13][14](imagen ilustrativa).
- San Rabano Mauro, obispo.[13]
- Santa Juana de Valois (1464-1505).[13]
- San Nicolás Estudita.[13]
- San Remberto.[13]
- Beato Juan Speed.[13]
- Beata Isabel Canori Mora, terciaria trinitaria romana.